# Баннок (округ)
Ба́ннок (англ. Bannock) — округ в штате Айдахо. Окружным центром является город Покателло.

## История
Округ Бонневилл был основан 7 февраля 1911 года. Своё название он получил по имени индейского племени Баннок.

## Население
По данным на 2010 год, население округа составляло 82 839 человек. С 2000 года численность населения увеличилась на 8,4 %. Ниже приводится динамика численности населения округа.

## География
Округ Баннок располагается в юго-восточной части штата Айдахо. Площадь округа составляет 2 972 км², из которых 88 км² (2,98 %) занято водой. По территории округа протекает река Партнёф, которая в крайней северо-западной его части впадает в реку Снейк. Самая высокая точка округа — гора Бонневиль, высота которой составляет 2825 м над уровнем моря.
|        |        | Бингем   |
| Пауэр  | север  | Карибу   |
| Пауэр  | Баннок | Карибу   |
| Пауэр  | юг     | Карибу   |
| Онайда |        | Франклин |

### Дороги
- — I-15
- — I-86
- — US 30
- — US 91

### Города округа
- Аримо
- Дауни
- Инком
- Лава-Хот-Спрингс
- Мак-Каммон
- Покателло
- Чуббак

### Достопримечательности и охраняемые природные зоны
- Лес Карибу (частично)